# Kanton Laval-Nord-Ouest
Kanton Laval-Nord-Ouest (fr. Canton de Laval-Nord-Ouest) je francouzský kanton v departementu Mayenne v regionu Pays de la Loire. Tvoří ho pouze severozápadní část města Laval.